# Cavaion Veronese
Cavaion Veronese ist eine Gemeinde mit 6103 Einwohnern (Stand 31. Dezember 2023) in der italienischen Provinz Verona.

## Geschichte
Erste Spuren menschlicher Zivilisation stammen aus der Altsteinzeit, die durch Funde am Monte San Michele belegt sind (45.000 bis 35.000 v. Chr.). Die erste urkundliche Erwähnung findet sich in einem langobardischen Dokument aus dem Jahre 1130 als „Caput Leonis“ (Löwenkopf). Im Mittelalter und in der Neuzeit gehörte Cavaion zu unterschiedlichen Herrschaftsgebieten wie der Republik Venedig und Österreich-Ungarn. Nach dem Frieden von Wien (1866) kam das Gebiet an Italien.

## Lage und Bevölkerung
Cavaion liegt östlich des Gardasees und ist 26 km von Verona entfernt. Die höchste Erhebung ist der Monte San Michele mit 342 m über dem Meeresspiegel. Die Nachbargemeinden Cavaion Veronese sind: Affi, Bardolino, Lazise, Pastrengo, Rivoli Veronese und Sant’Ambrogio di Valpolicella. In Cavaion Veronese befinden sich 1687 Haushalte. Im Folgenden wird die Bevölkerungsentwicklung von 1871 bis 2001 dargestellt:

## Wirtschaft und Gemeindepartnerschaft

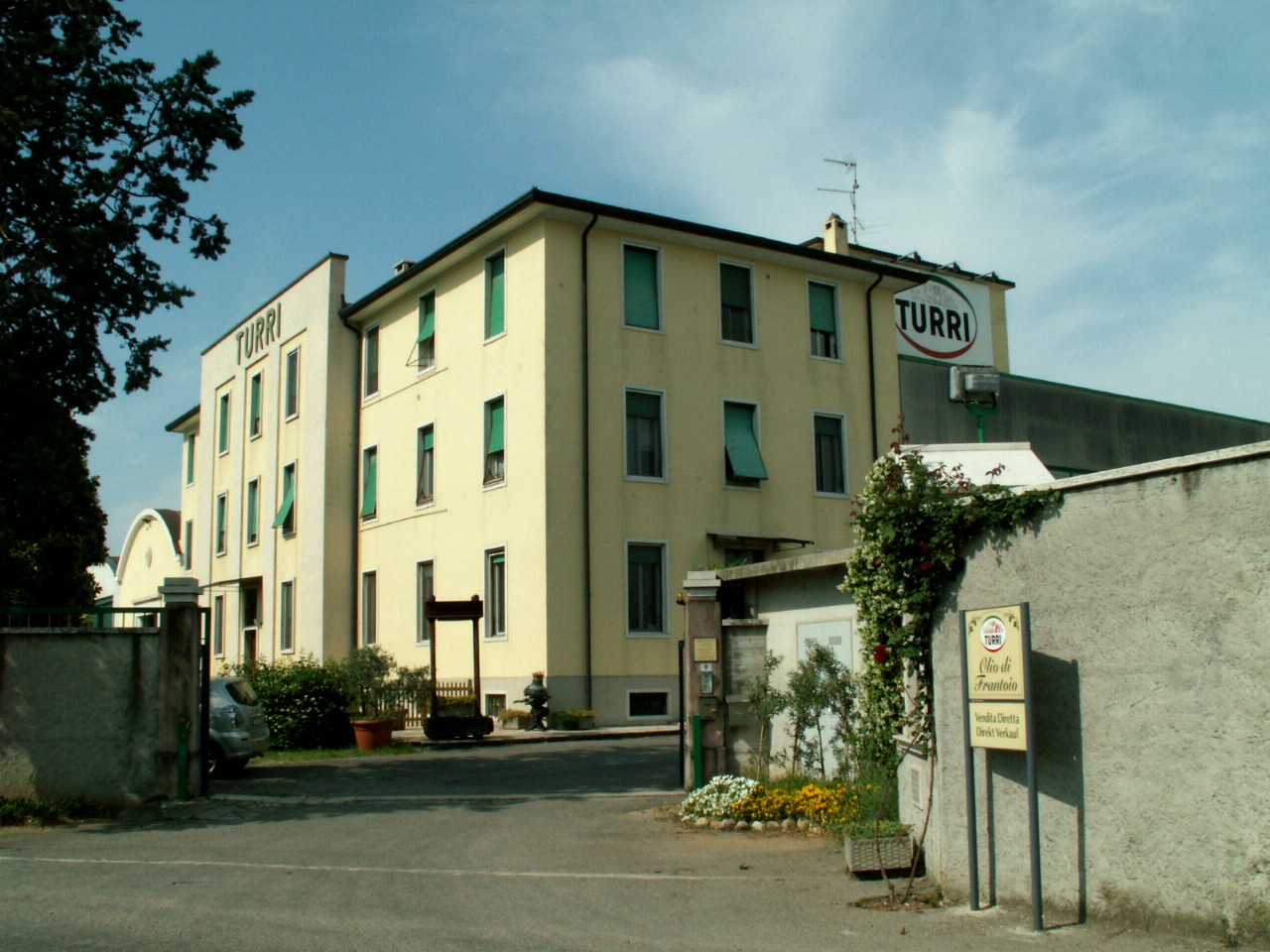
Olivenölfabrik in Cavaion

Cavaion lebt überwiegend vom Anbau von Obst, Oliven und Wein. In der zweiten Hälfte des 20. Jahrhunderts siedelten sich darüber hinaus zunehmend Handwerk und kleine und mittlere Industriebetriebe an. Cavaion unterhält eine Gemeindepartnerschaft mit
|  | Bad Aibling, Deutschland, seit 2006. |